# Les murs ont des oreilles
Pour plus de détails, voir Fiche technique et Distribution.
Les murs ont des oreilles est un film français réalisé par Jean Girault, sorti en 1974.

## Synopsis
Guillaume Lenormand est un écrivain à succès, père de deux grands enfants, mais séparé de son épouse qu'il aime toujours car elle est trop accaparée par son métier de journaliste qu'elle pratique avec passion.
Il acquiert une magnifique propriété de banlieue, précédemment habitée par des étrangers "qui faisaient venir leurs ouvriers de chez eux" lui déclare la représentante de l'agence immobilière.
Faisant appel à un serrurier pour ouvrir un placard d'apparence banale, mais fermé par une serrure de sûreté dont la clef manque, Guillaume y découvre un équipement d'écoute couvrant toute la maison.
Répugnant dans un premier temps à jouer les espions, Guillaume comprend rapidement les avantages qu'un tel système peut lui procurer. 
Ainsi, il découvre que son fils monte avec ses amis un spectacle basé sur une de ses premières œuvres et lui vient en aide.
Il découvre aussi que son éditeur cherche à le tromper sur les droits télévisuels des adaptations de ses livres et se venge de lui en le faisant arriver habillé en mousquetaire pour une prétendue fête costumée.
Apprenant enfin, grâce à cette écoute, que sa femme Muriel a un nouveau flirt, il fait la connaissance de son rival, le ridiculise au cours d'une partie de chasse, en échangeant ses vraies munitions pour des cartouches à blanc, et provoque une dispute entre lui et Muriel qui entraîne leur rupture.
La cuisinière Gilda, qui était au service des précédents occupants, connaît l'existence de ce système d'écoute. Voulant récupérer avec un complice un enregistrement secret pour le négocier, ils sont découverts par Guillaume qui leur demande de détruire le système pour retrouver une vie paisible auprès de ses enfants et de son épouse reconquise.

## Fiche technique
- Titre : Les murs ont des oreilles
- Réalisation : Jean Girault
- Scénario : Jean Girault et Jacques Vilfrid d'après une idée originale de Francis Rigaud
- Dialogues : Jacques Vilfrid
- Assistants : Tony Aboyantz, Emmanuel Fonlladosa
- Photographie : Guy Suzuki, Christian Darraux
- Cadreur : Christian Darraux
- Montage : Michel Lewin
- Musique : Raymond Lefevre
- Décors :  Sydney Bettex
- Son :  Guy Villette
- Photographe de plateau : Jacques Héripret
- Producteurs :  Simone Allouche, André Génovès
- Directeur de production : Alain Darbon
- Scripte Colette Robin
- Société de production : Les Films de la Boétie, Les Productions Simone Allouche
- Société de distribution :  Les Films de la Boétie
- Pays de production :  France
- Langue : Français
- Tournage : du 18 juillet au 5 septembre 1974[1]
- Format : couleur (Eastmancolor) — 35 mm — Son : Mono
- Genre : comédie
- Durée : 91 minutes
- Date de sortie : 
  - France : 25 octobre 1974

## Distribution
- Louis Velle : Guillaume Lenormand
- Martine Sarcey : Muriel Lenormand
- Chantal Nobel : Claudine
- Emmanuel de Sablet : Jean-Louis
- Isabelle Gautier : Marion
- Jacques Marin  : Lucas, le jardinier
- Juliette Mills  : Liliane Robillard
- Sandra Barry : La michetonneuse
- Christine Fabréga : Gilda, la cuisinière
- Bernard Lavalette : L'éditeur
- Yves Barsacq : Le banquier Robillard
- Jean-François Rémi : Stéphane
- Dominique Briand : Wava
- Claudine Assera
- Franck Cabot-David : Christophe
- François Florent
- Yves Elliot
- Jacqueline Jefford : La directrice de l'agence
- Billy Kearns : Le producteur américain
- Hélène Manesse : Mme Cernay
- Jean Valmence : M. Cernay
- Henri Poirier : Bruno
- François Cadet
- Corinne Lahaye (non crédité)
- Francis Terzian